# Kittiphong Khetpara
Kittiphong Khetpara (thailändisch กิตติพงศ์ เขตภารา, * 12. Juni 2002 in Surat Thani) ist ein thailändischer Fußballspieler.

## Karriere
Kittiphong Khetpara stand bis Ende 2021 beim Chonburi FC unter Vertrag. Der Verein aus Chonburi spielte in der ersten Liga. Im Januar 2022 wechselte er zum Drittligisten Nakhon Si United FC. Mit dem Verein aus Nakhon Si Thammarat spielte er in der Southern Region der Liga. Am Ende der Saison wurde er mit dem Verein Vizemeister der Region. In den anschließenden Play-off-Spielen wurde man dritter und stieg in die zweite Liga auf. Sein Zweitligadebüt gab Kittiphong Khetpara am 10. September 2022 (5. Spieltag) im Auswärtsspiel gegen den Ranong United FC. Bei dem 3:2-Erfolg wurde er in der 82. Minute für Nyein Chan Aung eingewechselt. Im Sommer 2023 wechselte er auf Leihbasis zum Drittligaaufsteiger PT Satun FC. Mit dem Klub aus Satun spielt er in der Southern Region der Liga.

## Sonstiges
Kittiphong Khetpara ist der Zwillingsbruder von Kittikon Khetpara.